# Jacek Paśniczek
Jacek Paśniczek (ur. 30 lipca 1951 w Lwówku) – polski filozof i logik, profesor nauk humanistycznych, dwukrotny dziekan Wydziału Filozofii i Socjologii Uniwersytetu Marii Curie-Skłodowskiej w Lublinie.

## Życiorys
W 1974 ukończył studia z zakresu matematyki na Uniwersytecie Marii Curie-Skłodowskiej w Lublinie. Dysertację doktorską pt. Logika fikcji, której promotorem był Leon Koj, obronił w 1981 na macierzystej uczelni. Stopień doktora habilitowanego uzyskał w 1990 na Wydziale Filozofii i Socjologii Uniwersytetu Warszawskiego w oparciu o rozprawę Meinongowska wersja logiki klasycznej. Jej związki z filozofią języka, poznania, bytu i fikcji. Tytuł naukowy profesora otrzymał 15 kwietnia 1998.
Pracę na Uniwersytecie Marii Curie-Skłodowskiej w Lublinie rozpoczął w 1974 jako asystent. Obejmował kolejno stanowiska adiunkta (1982), profesora nadzwyczajnego (1991) i profesora zwyczajnego (2001). Od 1991 do 1995 i w latach 2002–2008 pełnił funkcję dziekana Wydziału Filozofii i Socjologii UMCS. Odbył nadto staże na Lock Haven University of Pennsylvania (1989) i w King’s College London (1993). W celach naukowo-badawczych przebywał na Wydziale Matematyki Uniwersytetu Paryskiego (1989), University at Buffalo (stypendium Fulbrighta w l. 1995–1996) i Uniwersytecie w Uppsali (1999).
W latach 1996–2006 był członkiem prezydium Polskiego Towarzystwa Logiki i Filozofii Nauki. W 1999 wszedł w skład Komitetu Nauk Filozoficznych PAN. W 2007 zasiadł w sekcji nauk humanistycznych i społecznych Centralnej Komisji do Spraw Stopni i Tytułów. W 2012 został członkiem Institut International de Philosophie, stając się jednym z dwóch czynnych reprezentantów z Polski.
Specjalizuje się w filozofii logiki, logice, ontologii oraz nauce o poznaniu i komunikacji społecznej. Jego zainteresowania naukowe obejmują również filozofię języka, teorie intencjonalności, filozofię matematyki i filozofię marzeń sennych.

## Odznaczenia
W 2009, za zasługi w pracy naukowej i dydaktycznej, za działalność społeczną, został odznaczony Złotym Krzyżem Zasługi.

## Wybrane publikacje
- Logika fikcji. Esej o pewnej logice typu meinongowskiego, Lublin 1984
- Meinongowska wersja logiki klasycznej. Jej związki z filozofią języka, bytu i fikcji, Lublin 1988
- The Logic of Intentional Objects. A Meinongian Version of Classical Logic, Dordrecht 1998
- Predykacja. Elementy ontologii formalnej przedmiotów, własności i sytuacji, Kraków 2014